# Champguyon
Champguyon est une commune française, située dans le département de la Marne en région Grand Est.

## Géographie
| Tréfols  | Morsains   |                         |
| Joiselle | Champguyon | Les Essarts-lès-Sézanne |
| Neuvy    | Esternay   | La Noue                 |

### Hydrographie

#### Réseau hydrographique
La commune est dans la région hydrographique « la Seine de sa source au confluent de l'Oise (exclu) » au sein du bassin Seine-Normandie. Elle est drainée par le ruisseau de Vessard et le ruisseau de la Fontaine Bouillante,.

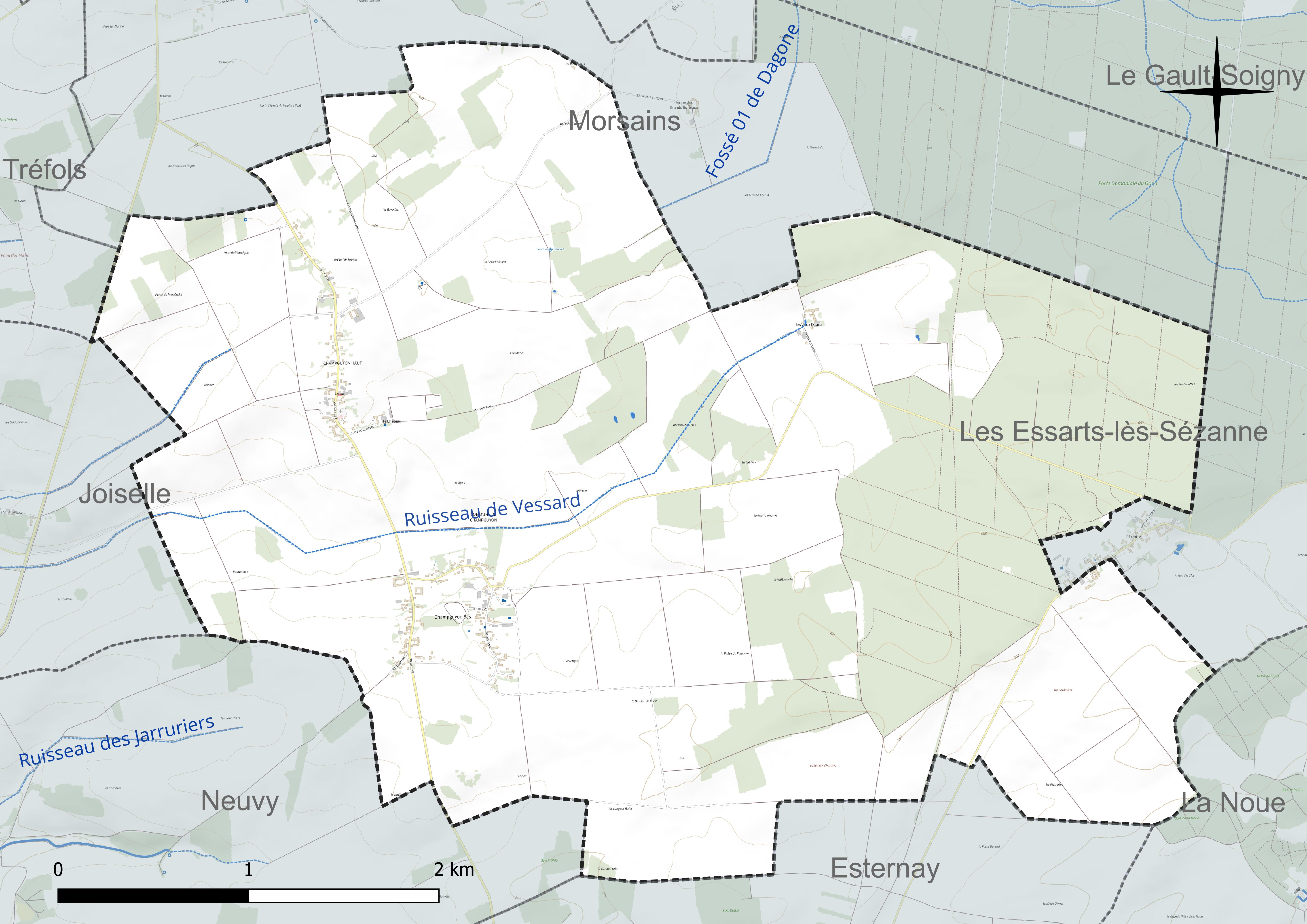
Réseau hydrographique de Champguyon.

#### Gestion et qualité des eaux
Le territoire communal est couvert par le schéma d'aménagement et de gestion des eaux (SAGE) « Petit et Grand Morin ». Ce document de planification concerne le territoire des bassins versants du Petit Morin (630 km2) et du Grand Morin (1 185 km2) et se répartit sur trois départements (la Marne, l'Aisne et la Seine-et-Marne). Il a été approuvé le 21 octobre 2016. La structure porteuse de l'élaboration et de la mise en œuvre est le Syndicat mixte d'aménagement et de gestion des eaux (SMAGE) - EPAGE. 
La qualité des cours d’eau peut être consultée sur un site dédié géré par les agences de l’eau et l’Agence française pour la biodiversité. 

### Climat
Pour des articles plus généraux, voir Climat du Grand Est et Climat de la Marne.
En 2010, le climat de la commune est de type climat océanique dégradé des plaines du Centre et du Nord, selon une étude du Centre national de la recherche scientifique s'appuyant sur une série de données couvrant la période 1971-2000. En 2020, Météo-France publie une typologie des climats de la France métropolitaine dans laquelle la commune est exposée à un climat océanique altéré et est dans la région climatique  Nord-est du bassin Parisien, caractérisée par un ensoleillement médiocre, une pluviométrie moyenne régulièrement répartie au cours de l’année et un hiver froid (3 °C). 
Pour la période 1971-2000, la température annuelle moyenne est de 10,2 °C, avec une amplitude thermique annuelle de 15,5 °C. Le cumul annuel moyen de précipitations est de 789 mm, avec 12,1 jours de précipitations en janvier et 8,2 jours en juillet. Pour la période 1991-2020, la température moyenne annuelle observée sur la station météorologique de Météo-France la plus proche, « Esternay-Man », sur la commune d'Esternay à 5 km à vol d'oiseau, est de 10,9 °C et le cumul annuel moyen de précipitations est de 780,5 mm. 
La température maximale relevée sur cette station est de 42,5 °C, atteinte le 25 juillet 2019 ; la température minimale est de −25 °C, atteinte le 14 février 1956,,. 
Les paramètres climatiques de la commune ont été estimés pour le milieu du siècle (2041-2070) selon différents scénarios d'émission de gaz à effet de serre à partir des nouvelles projections climatiques de référence DRIAS-2020. Ils sont consultables sur un site dédié publié par Météo-France en novembre 2022.

## Urbanisme

### Typologie
Au 1er janvier 2024, Champguyon est catégorisée commune rurale à habitat dispersé, selon la nouvelle grille communale de densité à sept niveaux définie par l'Insee en 2022.
Elle est située hors unité urbaine. Par ailleurs la commune fait partie de l'aire d'attraction de Montmirail, dont elle est une commune de la couronne,. Cette aire, qui regroupe 19 communes, est catégorisée dans les aires de moins de 50 000 habitants,.

## Toponymie
Le nom de la localité est attesté sous les formes Campus Guidonis (1161) ; Champ-Guidonis, Champ-Guion, Chanp-Guion, Champ-Guis (vers 1222) ; Cham-Guion (vers 1252) ; Changuon (fin du XIIIe siècle) ; Champguion (vers 1395) ; Campus Guydonis (1407) ; Champiguion (1553) ; Chamguyon (1735) ; Chamguion (1768) ; Changuyon (1804).

## Politique et administration
| Période                                  | Période                       | Identité    | Étiquette | Qualité                                                                                        |
| ---------------------------------------- | ----------------------------- | ----------- | --------- | ---------------------------------------------------------------------------------------------- |
| Les données manquantes sont à compléter. |                               |             |           |                                                                                                |
| 1995                                     | En cours (au 15 juillet 2020) | José Lahaye |           | Vice-président de la CC de Sézanne-Sud Ouest Marnais (2020 → ) Réélu pour le mandat 2020-2026, |

## Démographie
L'évolution du nombre d'habitants est connue à travers les recensements de la population effectués dans la commune depuis 1793. Pour les communes de moins de 10 000 habitants, une enquête de recensement portant sur toute la population est réalisée tous les cinq ans, les populations de référence des années intermédiaires étant quant à elles estimées par interpolation ou extrapolation. Pour la commune, le premier recensement exhaustif entrant dans le cadre du nouveau dispositif a été réalisé en 2005.

En 2022, la commune comptait 296 habitants, en évolution de +9,23 % par rapport à 2016 (Marne : −1,19 %, France hors Mayotte : +2,11 %).
| 1793 | 1800 | 1806 | 1821 | 1831 | 1836 | 1841 | 1846 | 1851 |
| ---- | ---- | ---- | ---- | ---- | ---- | ---- | ---- | ---- |
| 373  | 361  | 424  | 375  | 380  | 400  | 408  | 405  | 430  |

| 1856 | 1861 | 1866 | 1872 | 1876 | 1881 | 1886 | 1891 | 1896 |
| ---- | ---- | ---- | ---- | ---- | ---- | ---- | ---- | ---- |
| 414  | 440  | 456  | 399  | 401  | 398  | 423  | 402  | 404  |

| 1901 | 1906 | 1911 | 1921 | 1926 | 1931 | 1936 | 1946 | 1954 |
| ---- | ---- | ---- | ---- | ---- | ---- | ---- | ---- | ---- |
| 374  | 365  | 364  | 314  | 348  | 307  | 281  | 300  | 264  |

| 1962 | 1968 | 1975 | 1982 | 1990 | 1999 | 2005 | 2006 | 2010 |
| ---- | ---- | ---- | ---- | ---- | ---- | ---- | ---- | ---- |
| 230  | 186  | 165  | 175  | 188  | 212  | 235  | 234  | 264  |

| 2015 | 2020 | 2022 | - | - | - | - | - | - |
| ---- | ---- | ---- | - | - | - | - | - | - |
| 269  | 282  | 296  | - | - | - | - | - | - |

## Héraldique
| Armes de Champguyon | Les armes de la commune se blasonnent ainsi : Écartelé : au premier et au quatrième d'or à la merlette de sable, au deuxième et au troisième d'azur à l'étoile d'argent. |

## Lieux et monuments

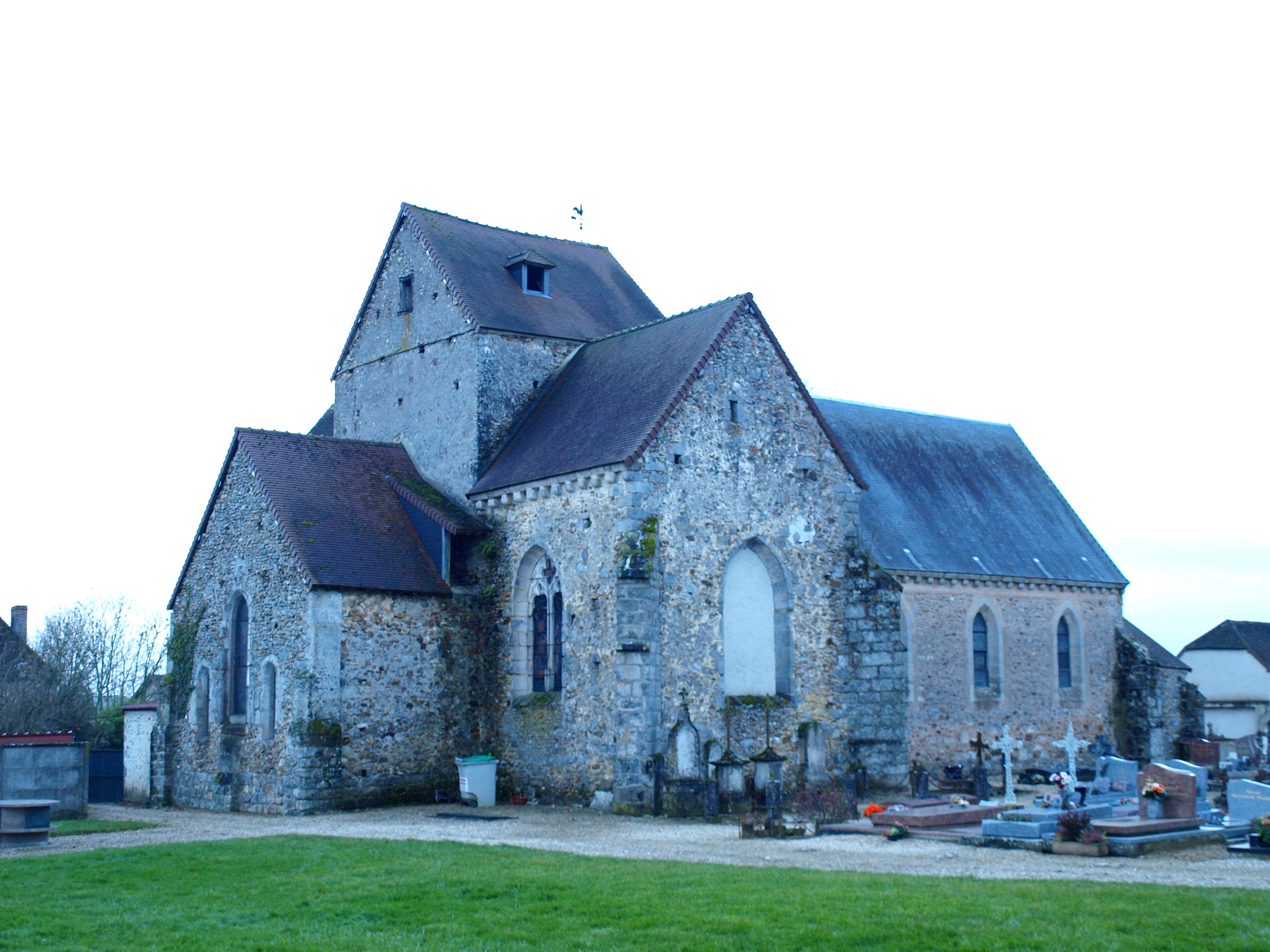
L'église de Champguyon.

- Église.

## Personnalités liées à la commune
- Famille Changuion - originaire de Champguyon